# Лазар Хилендарец
Лазар Хилендарец, Лазар Светогорец и Черноризец Лазар е православен монах на Печката патриаршия, по професия – часовникар и инженер, станал известен със сглобяването и инсталирането на първия часовник в Московския Кремъл през 1404 г. Родом е от Призрен. 
Няма данни кога Лазар се е преселил в Русия от Света гора. Часовниковият механизъм е сглобен от Лазар на часовникова кула в близост до Благовещенската катедрала в двора на княз Василий Дмитриевич. Според хрониките часовникът имал много сложен механизъм с кукли, които се появявали от устройството и удряли камбаната. Цената на часовниковия механизъм била около 150 рубли, което е огромна сума за времето си. Часовникът на Лазар Хилендарец е първия и единствен часовник в Русия в продължение на 217 години – до 1621 г. или до след смутното време, като е още и един от символите на Москва за времето си.